# アドレー・E・スティーブンソン
アドレー・ユーイング・スティーブンソン一世(Adlai Ewing Stevenson I, 1835年10月23日 - 1914年6月14日)は、アメリカ合衆国の政治家である。イリノイ州選出下院議員及びグロバー・クリーブランド政権で第23代アメリカ合衆国副大統領を務めた。 

## 人物
1835年10月23日にケンタッキー州クリスチャン郡で誕生し、1852年にイリノイ州ブルーミントンへ両親と共に転居した。彼はブルーミントンのイリノイ・ウェズリャン大学及びケンタッキー州ダンビルのセンター・カレッジに入学した。1858年に法曹界入りしイリノイ州ウッドフォード郡メタモラで弁護士業を始めた。なお1864年アメリカ合衆国大統領選挙での民主党の選挙人であった。彼は1865年から1868年まで地方検事を務め、第44議会 (1875年3月4日 - 1877年3月3日) へ民主党下院議員に選出された。1876年に落選したが、第46議会 (1879年3月4日 - 1881年3月3日) に再選された。1880年に再選に失敗した。彼は最初の郵政長官 (1885年 - 1889年)を務め、続いて1892年にグロバー・クリーブランド大統領候補の副大統領候補者となり、副大統領職を1893年3月4日から1897年3月3日まで務めた。1900年アメリカ合衆国大統領選挙でも民主党の副大統領候補、また1908年のイリノイ州知事選挙の候補だったがいずれも落選した。 
アドレー・E・スティーブンソン1世は公の政治的活動から引退し、ブルーミントンで暮らした。彼はイリノイ州シカゴで死去し、ブルーミントン墓地に埋葬された。 
スティーブンソンの息子であるルイス・G・スティーブンソンはイリノイ州州務長官 (1914年 - 1917年) を務めた。スティーブンソンの孫アドレー・ユーイング・スティーブンソン二世は民主党の大統領候補だった。彼の曾孫アドレー・ユーイング・スティーブンソン3世はイリノイ州選出上院議員。もう1人の孫は俳優マクリーン・スティーブンソンである。